# 칸다하르 (영화)
칸다하르(Kandahar, Safar E Ghandehar)는 이란에서 제작된 모흐센 마흐말바프 감독의 2001년 드라마 영화이다. 닐로우파 파지라 등이 주연으로 출연하였고 모흐센 마흐말바프 등이 제작에 참여하였다.

## 출연

### 주연
- 닐로우파 파지라
- 하산 탄타이
- 사도우 테이모우리